# Жовтий Христос
«Жовтий Христос» (фр. Le Christ jaune) — картина французького художника Поля Гогена, створена в бретонському Понт-Авені восени 1889 року.

## Техніка клуазонізм
Картина виконана в техніці клуазонізм — особливій манері письма, яка стала основою живописного символізму. Суть даної техніки в тому, що все полотно розділяється на кілька площин різного кольору відповідно до зображуваних фігур або предметів. Кожна з цих площин химерно окреслюється зігнутою контурною лінією, як у вітражах. Головна роль в клуазонізмі відводиться контрастним кольорам, які надають площині особливого декоративного ефекту, підіймають лінію горизонту, руйнують перспективу натурного простору. Фігури стають щільними, схожими на тіні. Клуазонізм як синтетизм, відтворює той чи інший мотив по пам'яті, а тому не вимагає детального промальовування.

## Історія створення
Поль Гоген вперше відвідав Понт-Авен в 1886 році. Бретонський етап творчості Гогена характеризується кількома роботами на релігійні теми, серед яких і це полотно. Октав Мірбо назвав цю картину «тривожною і гострою сумішшю варварської пишності, католицької літургії, індійської медитації, готичної вигадки і тонкого символізму» .

## Опис
Ісус зображений в оточенні трьох бретонських селянок, одягнених в традиційний національний одяг кінця XIX століття, на фоні французького сільського пейзажу. Умиротворення, розлите в повітрі, спокійні, покірні пози жінок, насичений «сонячним» жовтим кольором ландшафт з деревами в червоному осінньому листі, селянин, зайнятий далеко своїми справами, конфлікт з тим, що відбувається на хресті. Вони різко контрастують з Ісусом Христом, на обличчі якого відображені страждання, які межують з апатією до всього.
Безмежні муки прийняті Христом, та жертву месії не помічають люди, не рахуючи жменьки послідовників. Художник спробував відповісти на головні релігійно-філософські питання — все це зближує Гогена з іншими великими майстрами, що зверталися до «вічної» тематики в своїх роботах.
Етюд до картини «Жовтий Христос» виконаний олівцем зберігається в музеї Тіссена-Борнеміси, а акварельна версія входить до колекції Чиказького інституту мистецтв.